# Ōza 1999
L'Ōza 1999 è stata la quarantasettesima edizione del torneo goistico giapponese Ōza.

## Svolgimento

### Fase preliminare
La fase preliminare serve a determinare chi accede al torneo per la selezione dello sfidante. Consiste in una serie di tornei preliminari iniziali, i cui vincitori si qualificano al torneo per la determinazione dello sfidante.
- W indica vittoria col bianco
- B indica vittoria col nero
- X indica la sconfitta
- +R indica che la partita si è conclusa per abbandono
- +N indica lo scarto dei punti a fine partita
- +F indica la vittoria per forfeit
- +T indica la vittoria per timeout
- +? indica una vittoria con scarto sconosciuto
- V indica una vittoria in cui non si conosce scarto e colore del giocatore

|  | Primo turno     | Primo turno     | Primo turno |  |  | Secondo turno   | Secondo turno   | Secondo turno |       |              | Semifinali   | Semifinali | Semifinali |  |  | Finale | Finale | Finale |
|  |                 |                 |             |  |  |                 |                 |               |       |              |              |            |            |  |  |        |        |        |
|  | Hironari Nakano |                 |             |  |  |                 |                 |               |       |              |              |            |            |  |  |        |        |        |
|  | Ō Meien         | Ō Meien         | W+R         |  |  | Ō Meien         | Ō Meien         |               |       |              |              |            |            |  |  |        |        |        |
|  | Kimio Yamada    | Kimio Yamada    | W+R         |  |  | Kimio Yamada    | Kimio Yamada    | B+0,5         |       |              |              |            |            |  |  |        |        |        |
|  | Kazuhiro Imai   | Kazuhiro Imai   |             |  |  |                 |                 |               |       | Kimio Yamada | Kimio Yamada |            |            |  |  |        |        |        |
|  | Yoshio Ishida   | Yoshio Ishida   |             |  |  |                 | Masao Kato      | Masao Kato    | B+R   |              |              |            |            |  |  |        |        |        |
|  | Masao Kato      | Masao Kato      | W+R         |  |  | Masao Kato      | Masao Kato      | B+2,5         |       |              |              |            |            |  |  |        |        |        |
|  | Kōichi Oya      | Kōichi Oya      | B+R         |  |  | Kōichi Oya      | Kōichi Oya      |               |       |              |              |            |            |  |  |        |        |        |
|  | Naoki Hane      | Naoki Hane      |             |  |  |                 |                 |               |       |              | Masao Kato   | Masao Kato |            |  |  |        |        |        |
|  | Rin Kaiho       | Rin Kaiho       | B+R         |  |  |                 | Cho Chikun      | Cho Chikun    | B+R   |              |              |            |            |  |  |        |        |        |
|  | Norimoto Yoda   | Norimoto Yoda   |             |  |  | Rin Kaiho       | Rin Kaiho       | B+R           |       |              |              |            |            |  |  |        |        |        |
|  | Shigeaki Yokota | Shigeaki Yokota | B+4,5       |  |  | Shigeaki Yokota | Shigeaki Yokota |               |       |              |              |            |            |  |  |        |        |        |
|  | Norio Kudo      | Norio Kudo      |             |  |  |                 |                 |               |       | Rin Kaiho    | Rin Kaiho    |            |            |  |  |        |        |        |
|  | Shuzo Awaji     | Shuzo Awaji     |             |  |  |                 | Cho Chikun      | Cho Chikun    | B+4,5 |              |              |            |            |  |  |        |        |        |
|  | Cho Chikun      | Cho Chikun      | W+R         |  |  | Cho Chikun      | Cho Chikun      | B+R           |       |              |              |            |            |  |  |        |        |        |
|  | Haruo Kamimura  | Haruo Kamimura  |             |  |  | So Yokoku       | So Yokoku       |               |       |              |              |            |            |  |  |        |        |        |
|  | So Yokoku       | So Yokoku       | W+1,5       |  |  |                 |                 |               |       |              |              |            |            |  |  |        |        |        |

### Finale
La finale è una sfida al meglio delle cinque partite.